# 6600 Qwerty
6600 Qwerty eller 1988 QW är en asteroid i huvudbältet som upptäcktes den 17 augusti 1988 av den tjeckiske astronomen Antonín Mrkos vid Kleť-observatoriet i Tjeckien. Den är uppkallad efter tangentbordslayouten Qwerty.
Asteroiden har en diameter på ungefär 3 kilometer.